# Бородавко, Иван Михайлович
Иван Михайлович Бородавко (бел. Іван Міхайлавіч Барадаўка; 19 мая 1925, д. Зелёное, Толочинский район —  1 января 1996) —бригадир тракторной бригады Толочинской МТС Толочинского района Витебской области Белорусской ССР.
— Герой Социалистического Труда (1958).

## Биография
Родился в 1925 году в с. Зелёном Толочинского района в крестьянской семье.
В 1940 году в 15 лет Иван окончил семилетнюю школу и выучился на тракториста. Технику он любил с детских лет и поступил на работу учеником по выбранной профессии в местный колхоз «Россия». Сосед, дядька Томаш, взял смышлёного подростка к себе на трактор, и за один сезон тот обучился пахать и сеять.
В период оккупации работал в хозяйстве родителей. После освобождения района направлен на восстановление сельского хозяйства, разрушенного в период войны. С 1945 года — бригадир тракторной бригады Толочинской МТС, с 1949 года — бригадир тракторной бригады.
В 1956 году вступил в КПСС. К этому времени Иван Михайлович прошёл большую жизненную школу, приобрёл решительность в суждениях и действиях, прямоту в отношениях с людьми — лучшие качества рабочего человека. Как бригадир он образцово организовывал обработку почвы и успешно внедрял комплексную механизацию на выращивании зерновых и технических культур. Его бригада трудилась ударно и систематически перевыполняла плановые задания. Сам бригадир не только зарекомендовал себя как один из передовых механизаторов района, но ещё проявил себя и как талантливый рационализатор и новатор сельскохозяйственного производства. 
Указом Президиума Верховного Совета СССР от 18 января 1958 года за выдающиеся успехи, достигнутые в деле развития сельского хозяйства по производству зерна, картофеля, льна, мяса, молока и других продуктов сельского хозяйства, и внедрение в производство достижений науки и передового опыта Бородавке Ивану Михайловичу присвоено звание Героя Социалистического Труда с вручением ордена Ленина и золотой медали «Серп и Молот».
После упразднения МТС в 1958 году Иван Михайлович остался работать трактористом в колхозе «18-й партсъезд», а через год возглавил тракторную бригаду. Под его руководством бригада неизменно добивалась высоких производственных показателей в работе.
Так, больших успехов достигли механизаторы его бригады в 1966 году, когда перевыполнили плановые задания по всем показателям. Выработка на трактор ДТ-54 в хозяйстве составила 1295 гектаров мягкой пахоты, на трактор «Беларусь» — 1329 гектаров. При этом выращивание зерновых было механизировано на 100 процентов, картофеля — на 90 процентов, уборка сельскохозяйственных культур — на 95 процентов.
С 1978 года Иван Михайлович Бородавка работал заведующим складом запчастей в колхозе «18-й партсъезд» (ныне ОАО «Озерцы-Агро»). На этой ответственной должности он также зарекомендовал себя с самой лучшей стороны, успешно обеспечивал оперативный ремонт колхозной техники, поступление необходимых запчастей, высокое качество и ударные темпы полевых работ.
В 1985 году вышел на заслуженный отдых. Проживал в деревне Озерцы Озерецкого (ныне Толочинского) сельсовета Толочинского района.
Умер 1 января 1996 года. Похоронен в Толочинский район Витебской области Белорусской ССР.

## Награды
- орден Ленина (18.01.1958)

- Медаль «В ознаменование 100-летия со дня рождения Владимира Ильича Ленина»
- Медаль «За трудовое отличие»
- медали Выставки достижений народного хозяйства (ВДНХ)
- и другими

## Память
- На могиле установлен надгробный памятник